# Chapelle Sainte-Marguerite de Caubert
 (octobre 2021).
La mise en forme du texte ne suit pas les recommandations de Wikipédia : il faut le « wikifier ».
Les points d'amélioration suivants sont les cas les plus fréquents. Le détail des points à revoir est peut-être précisé sur la page de discussion.
- Les titres sont pré-formatés par le logiciel. Ils ne sont ni en capitales, ni en gras.
- Le texte ne doit pas être écrit en capitales (les noms de famille non plus), ni en gras, ni en italique, ni en « petit »…
- Le gras n'est utilisé que pour surligner le titre de l'article dans l'introduction, une seule fois.
- L'italique est rarement utilisé : mots en langue étrangère, titres d'œuvres, noms de bateaux, etc.
- Les citations ne sont pas en italique mais en corps de texte normal. Elles sont entourées par des guillemets français : « et ».
- Les listes à puces sont à éviter, des paragraphes rédigés étant largement préférés. Les tableaux sont à réserver à la présentation de données structurées (résultats, etc.).
- Les appels de note de bas de page (petits chiffres en exposant, introduits par l'outil «  Source ») sont à placer entre la fin de phrase et le point final[comme ça].
- Les liens internes (vers d'autres articles de Wikipédia) sont à choisir avec parcimonie. Créez des liens vers des articles approfondissant le sujet. Les termes génériques sans rapport avec le sujet sont à éviter, ainsi que les répétitions de liens vers un même terme.
- Les liens externes sont à placer uniquement dans une section « Liens externes », à la fin de l'article. Ces liens sont à choisir avec parcimonie suivant les règles définies. Si un lien sert de source à l'article, son insertion dans le texte est à faire par les notes de bas de page.
- La présentation des références doit suivre les conventions bibliographiques. Il est recommandé d'utiliser les modèles {{Ouvrage}}, {{Chapitre}}, {{Article}}, {{Lien web}} et/ou {{Bibliographie}}. Le mode d'édition visuel peut mettre en forme automatiquement les références.
- Insérer une infobox (cadre d'informations à droite) n'est pas obligatoire pour parachever la mise en page.

Pour une aide détaillée, merci de consulter Aide:Wikification.
Si vous pensez que ces points ont été résolus, vous pouvez retirer ce bandeau et améliorer la mise en forme d'un autre article.
La chapelle Sainte-Marguerite est située dans la commune de Mareuil-Caubert (Somme).

## Histoire
La chapelle est construite au premier quart du XIIe siècle pour servir de léproserie ou maladrerie. Elle conserve cette fonction pendant près de six siècles.
En 1696, un arrêt du roi Louis XIV ordonne que l’hospitalité soit rétablie dans l’Hospice de Rue et y unit les biens et revenus des petites maladreries de la région : Crécy, Lannoy les Rues, Villers sur Mareuil et Caubert… à charge de recevoir les pauvres malades de ces dits lieux. C’est ainsi que l’Hospice de Rue est rendu propriétaire de la Chapelle Ste Marguerite et des terres qui en dépendaient.
Cette prise de possession est contestée par le sieur de Villepoix, Seigneur du lieu et le prêtre titulaire de la chapelle Maître Alexis Tattegrain. Un long procès eut lieu que Maître Maurice Huré étudie pour écrire l’histoire du monument. Enfin, en 1742 le Tribunal d’Abbeville donne raison aux religieuses de Rue. En compensation, la paroisse peut faire soigner un certain nombre de pauvres malades dans l’Hospice de Rue. Dans les années 1980 la commune possédait encore ce droit.
Les religieuses vendent les terres en 1862 et ne gardent que la chapelle, mise à la disposition du clergé d’Abbeville.
A la fin de la guerre de 1870, la chapelle a manqué de peu une destinée guerrière. Elle est fortifiée en 1871 alors que l’on craignait l’arrivée des Prussiens à Abbeville. Une redoute aménagée sur les Monts Caubert avait un retrait assuré par le chemin qui longe la rivière des Nonains, dans le marais de Rouvroy et des Planches. La jonction avec la route de Rouen dans le faubourg des Planches était protégée par la chapelle, transformée en poste avancé. L’armistice est signé peu après.
Pendant la guerre 1939-1945 la chapelle est affectée au culte de la paroisse de Caubert dont l’église avait été détruite en 1940. Une nouvelle église est reconstruite en 1962 tout près d’ici. La chapelle cesse donc d’être nécessaire, elle est en très mauvais état. La commission administrative de l’hôpital de Rue en propose la vente au Diocèse d’Amiens et à la commune qui déclinent l’offre. Il est alors envisagé de la démolir. Pour assurer la sauvegarde de ce monument du XIIe siècle, maître Maurice Huré, notaire à Abbeville, regroupe des amis en une société civile pour acquérir la chapelle en 1963 au prix de 100 francs.
Il réalise les travaux les plus urgents. En 1972, la société civile devint une association loi 1901. La chapelle est alors complètement restaurée sous la direction de Maurice Huré et de Pierre Macarez, habitant du village.
En 1993, l’Association des Amis de la Chapelle Ste Marguerite propose la cession du monument achevé à la commune. Guy Dovergne, maire, et son conseil municipal acceptent. Les abords sont achetés et aménagés, un trottoir construit autour du bâtiment.

## Culte

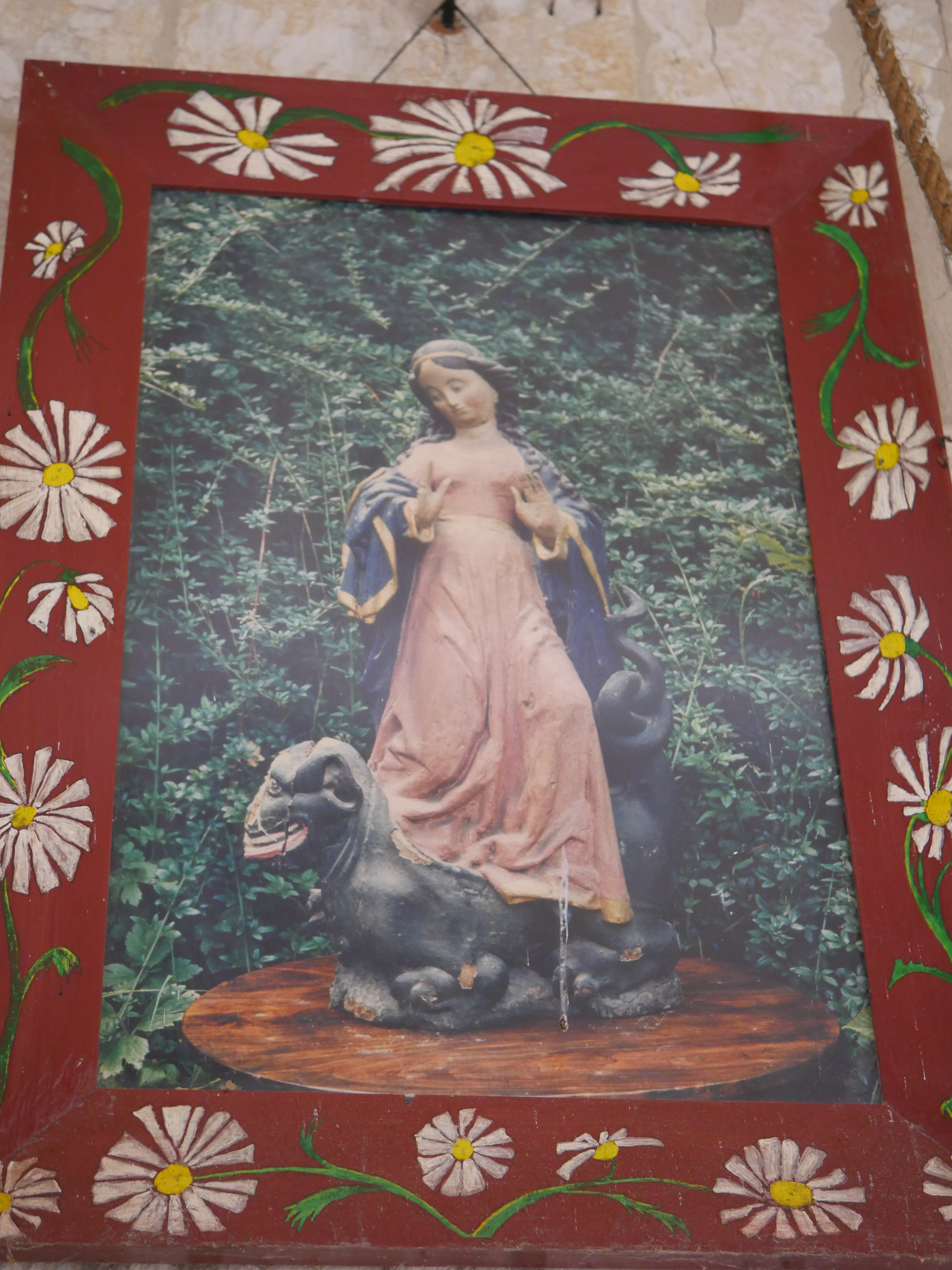
Sainte Marguerite terrassant le dragon.

Sainte Marguerite est une sainte légendaire d’Antioche (Marguerite d'Antioche). Refusant d’épouser un préfet romain, professant sa foi chrétienne, la petite Marguerite triompha, dit-on, d’un dragon et d’autres tortures. Une statue en bois datant du XVIe siècle la représentant était exposée dans la chapelle. Elle est maintenant déposée au Musée Boucher-de-Perthes.  
La chapelle n'est pas désacralisée, mais reste fermée, à l'exception d'ouvertures occasionnelles lors des Journées du patrimoine ou d'autres évènements culturels comme le parcours C'est tout un art.

## Intérieur

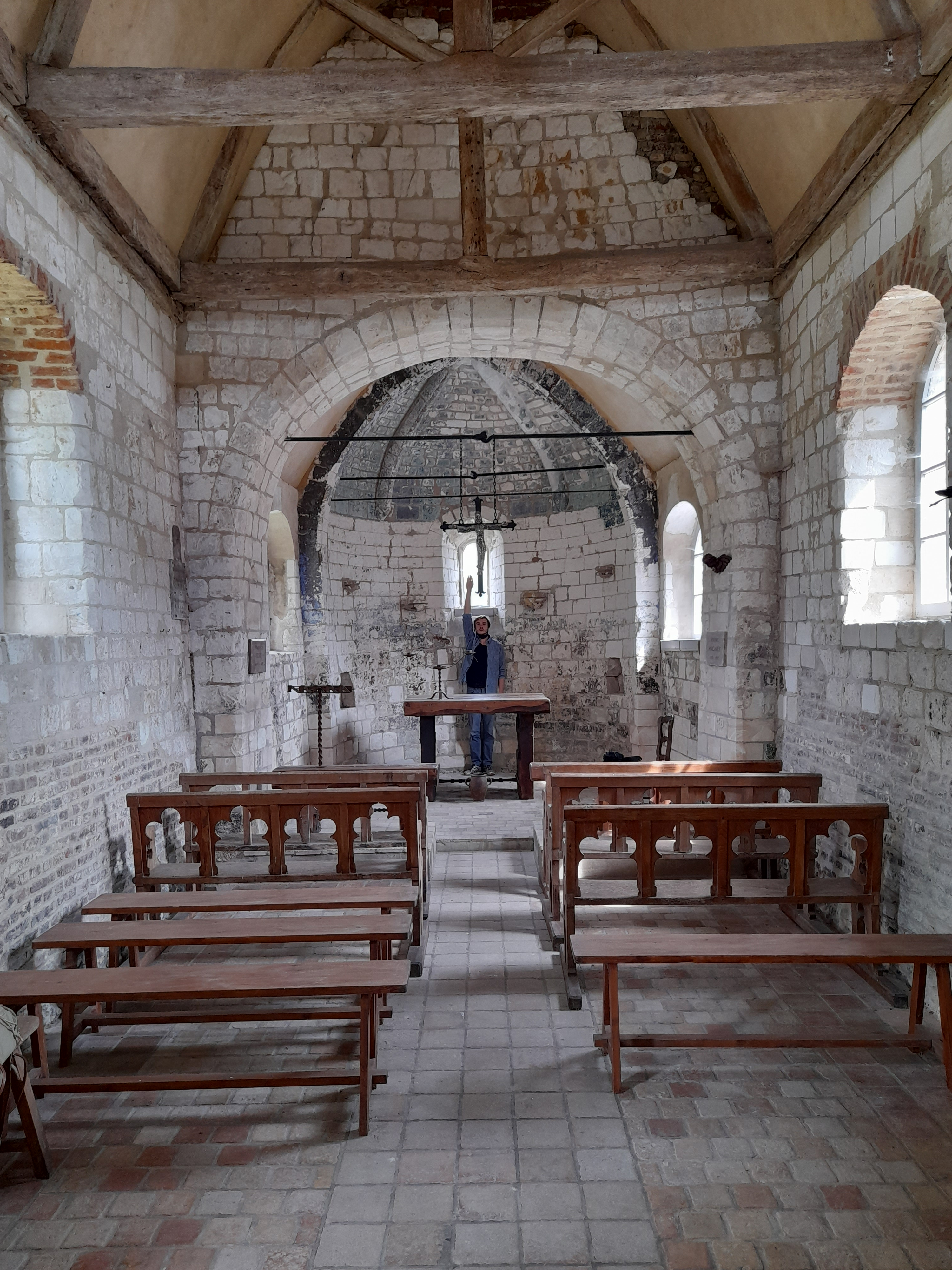
Intérieur.
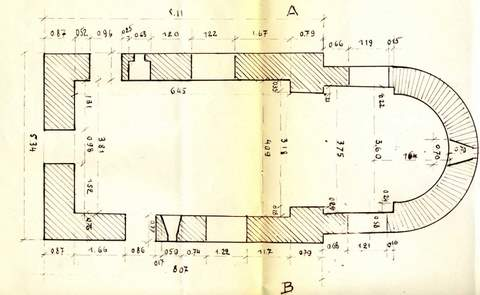
Plan coté de la chapelle.
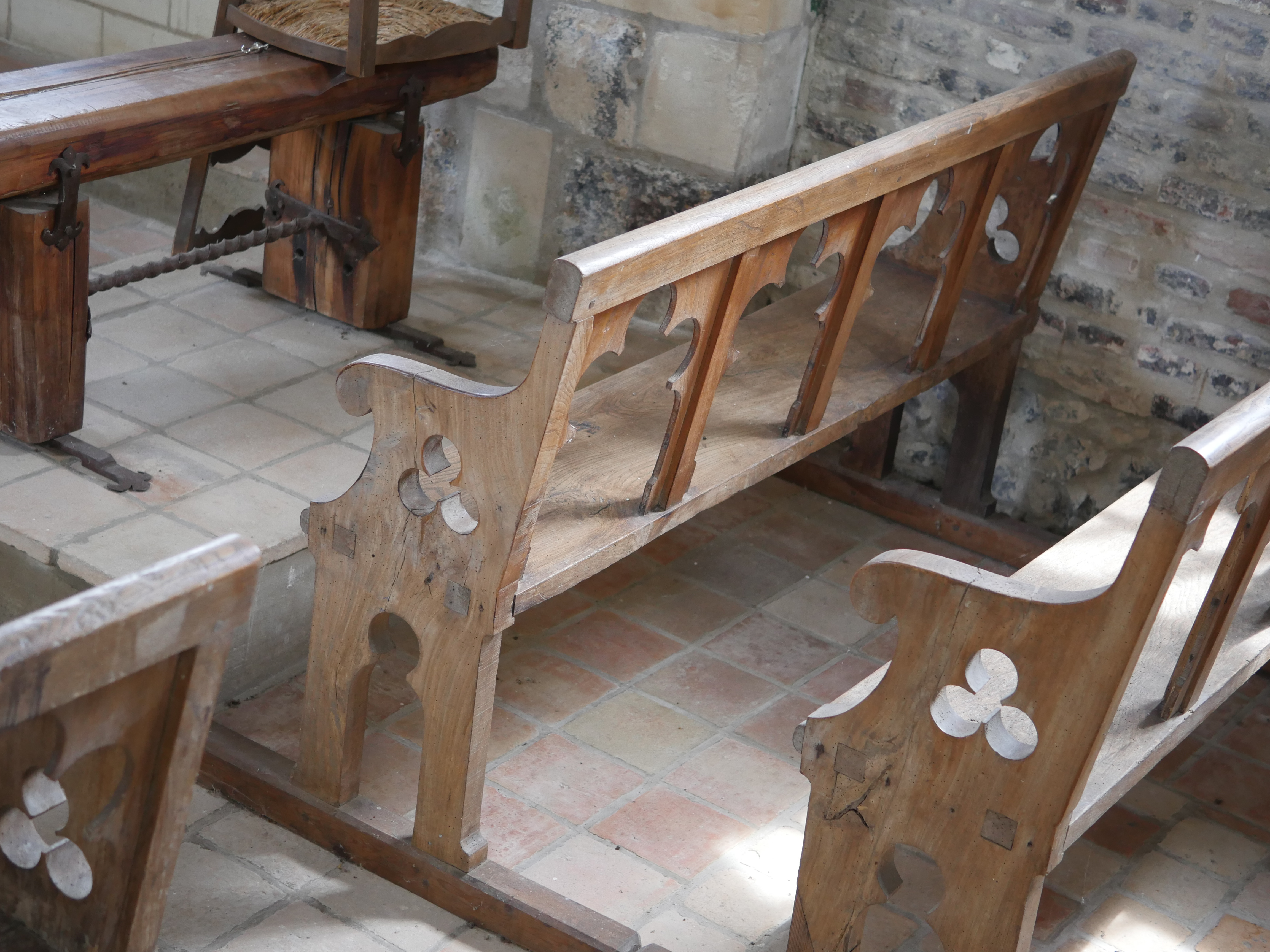
Les bancs.
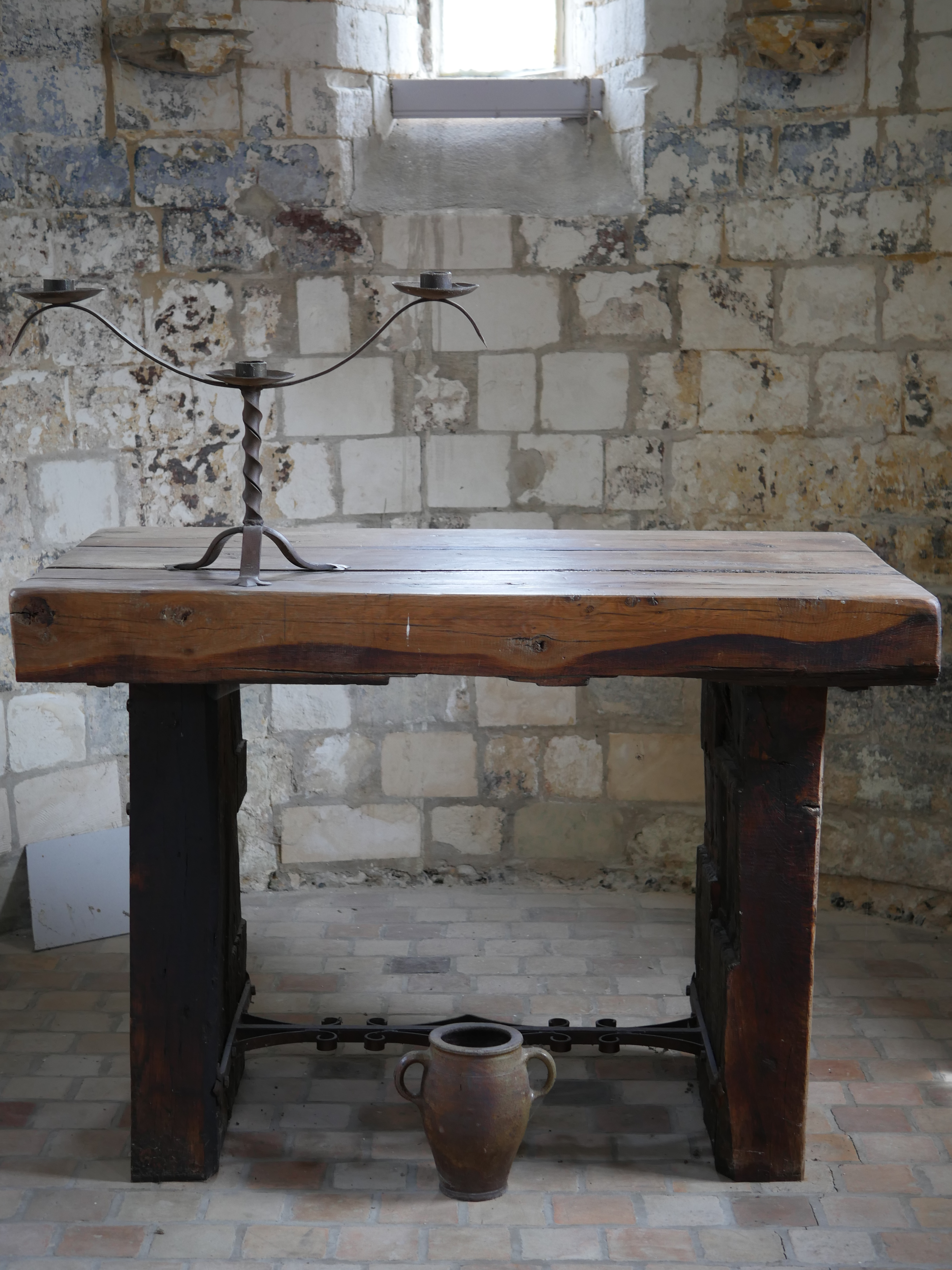
Autel.
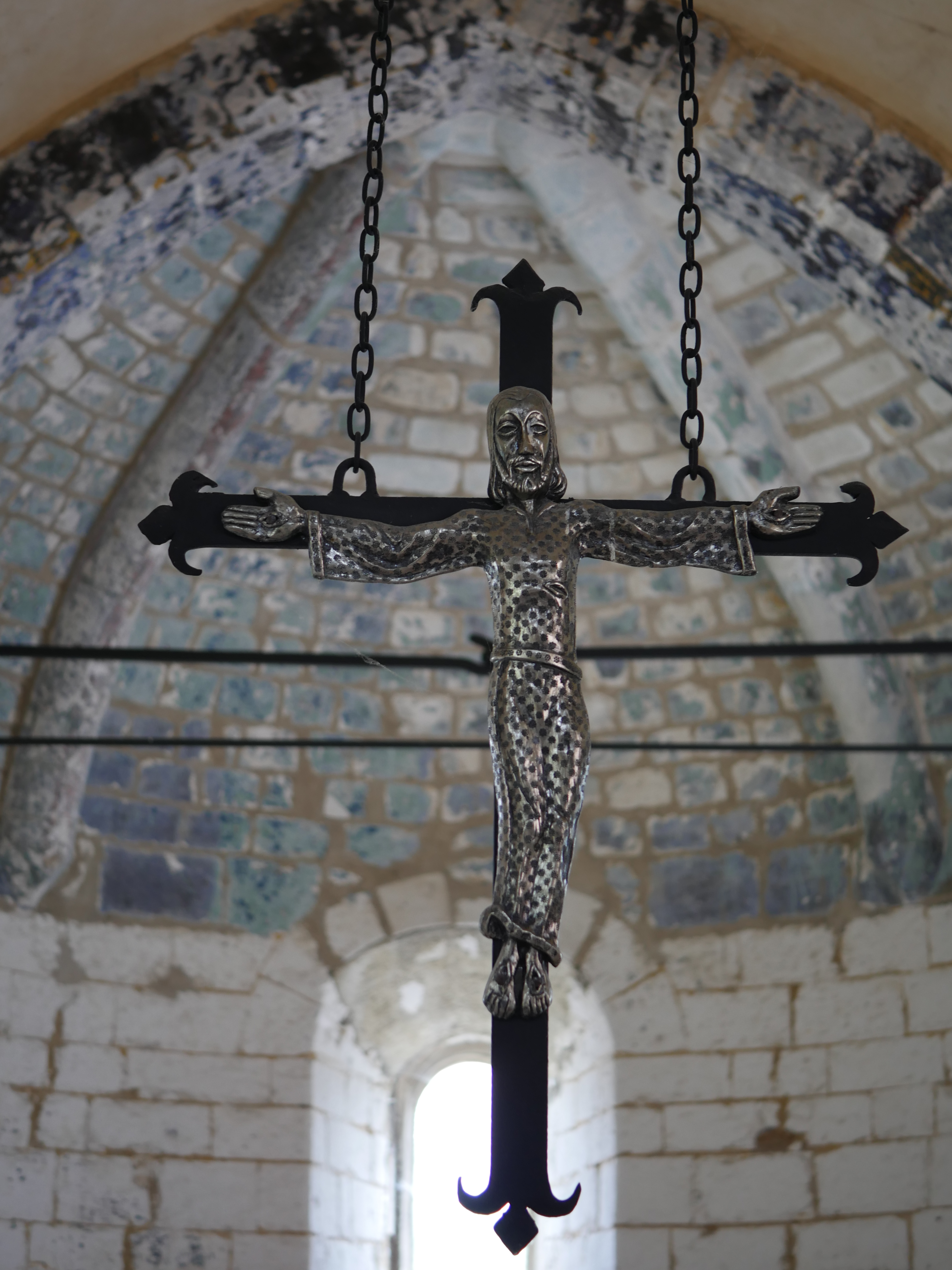
Christ.

L'édifice mesure 11 mètres de longueur et 5 mètres 36 de largeur.

## Exposition
La chapelle a accueilli à 2 reprises une exposition dans le cadre du parcours d'artistes "C'est tout un art" organisé par le Parc naturel régional de la Baie de Somme Picardie Maritime :                    
- en 2013, par l'artiste Aïna Wallé Zay, accompagnée d'un texte écrit par Samuel Savreux ;
- en 2021 par l'artiste plieur Dewi Brunet qui a présenté l'exposition "Peau de Pierre", conçue pour la chapelle, tout en papier, en référence à son passé d'ancienne léproserie[3].

Exposition Peau de pierre
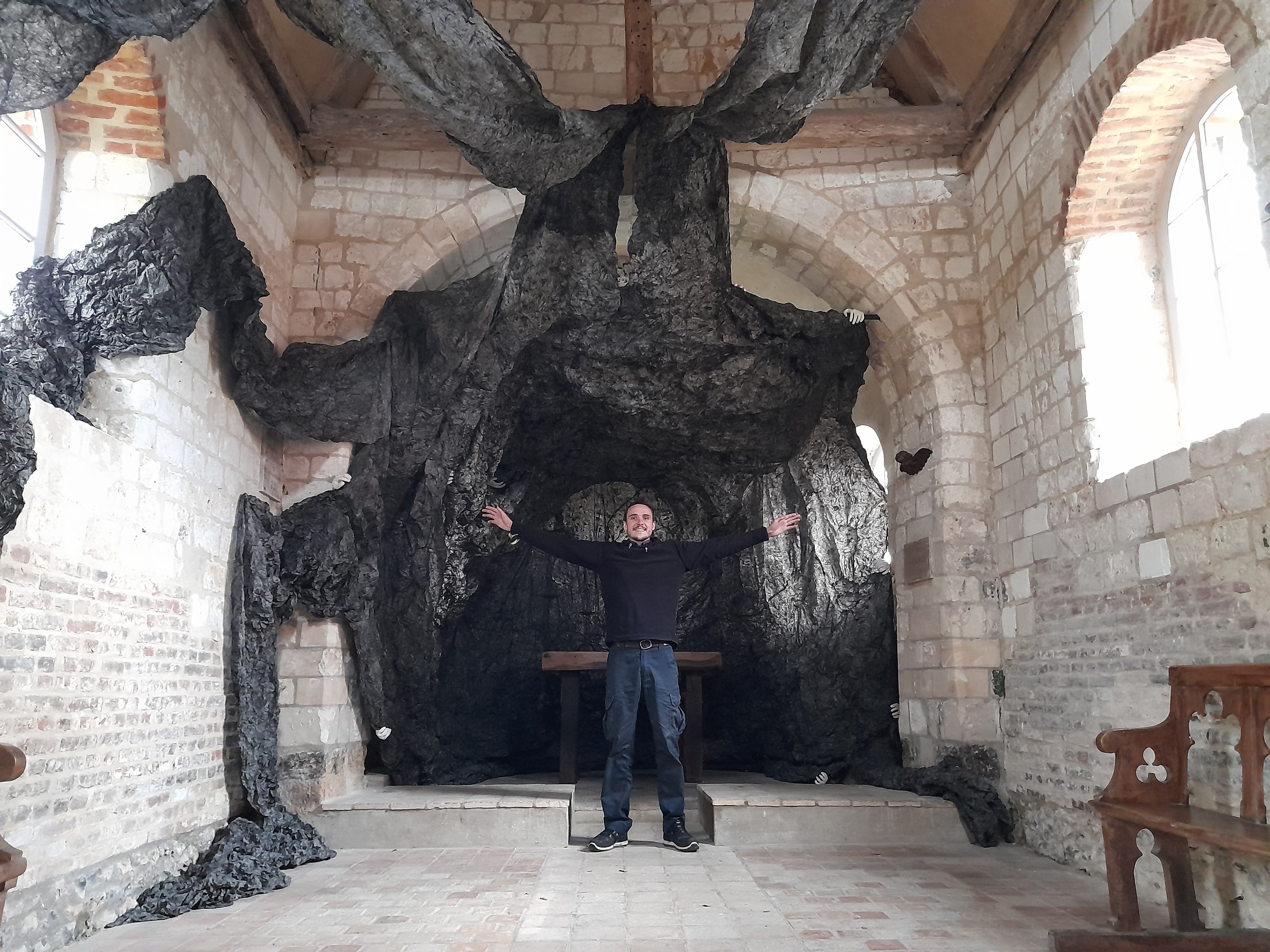
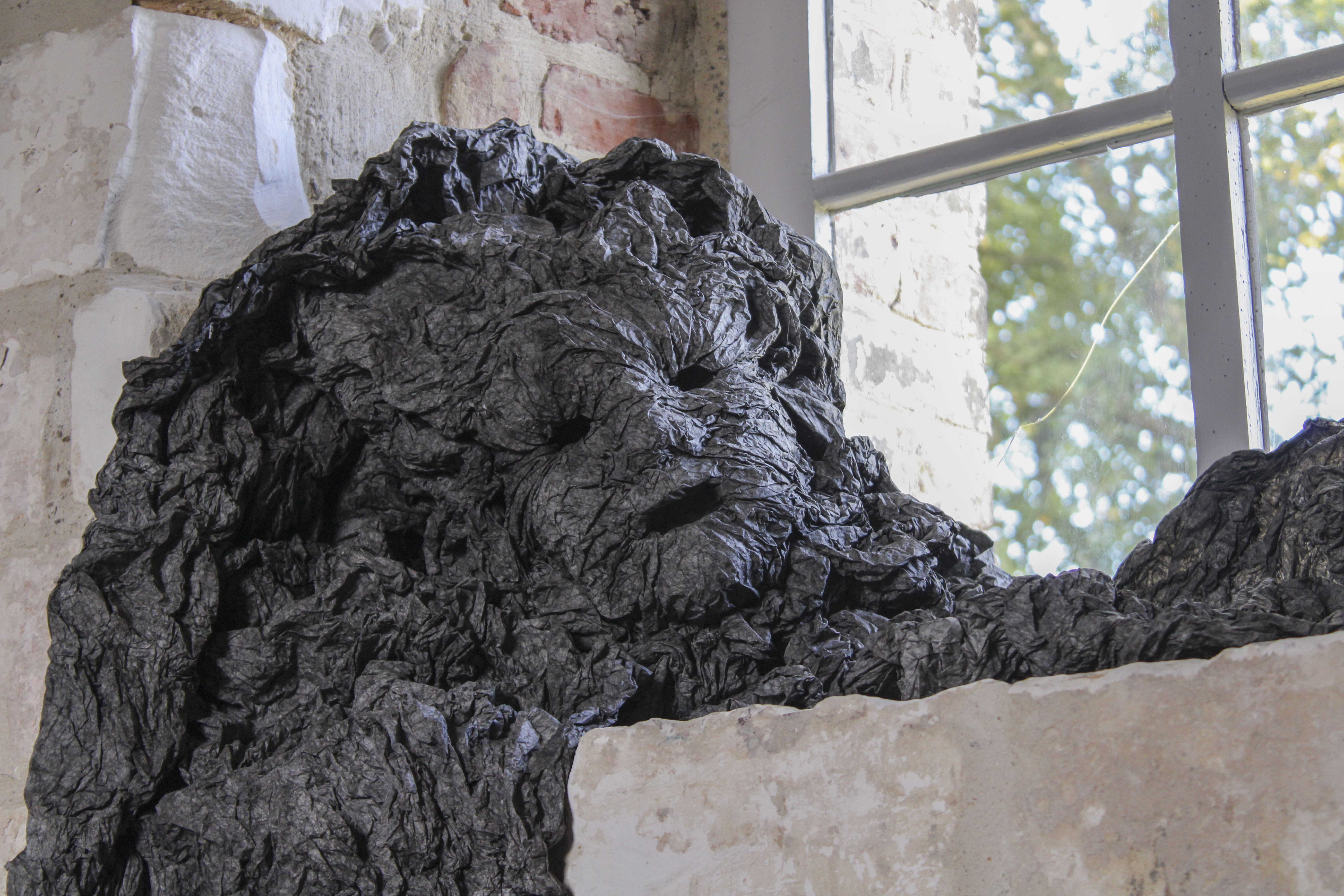
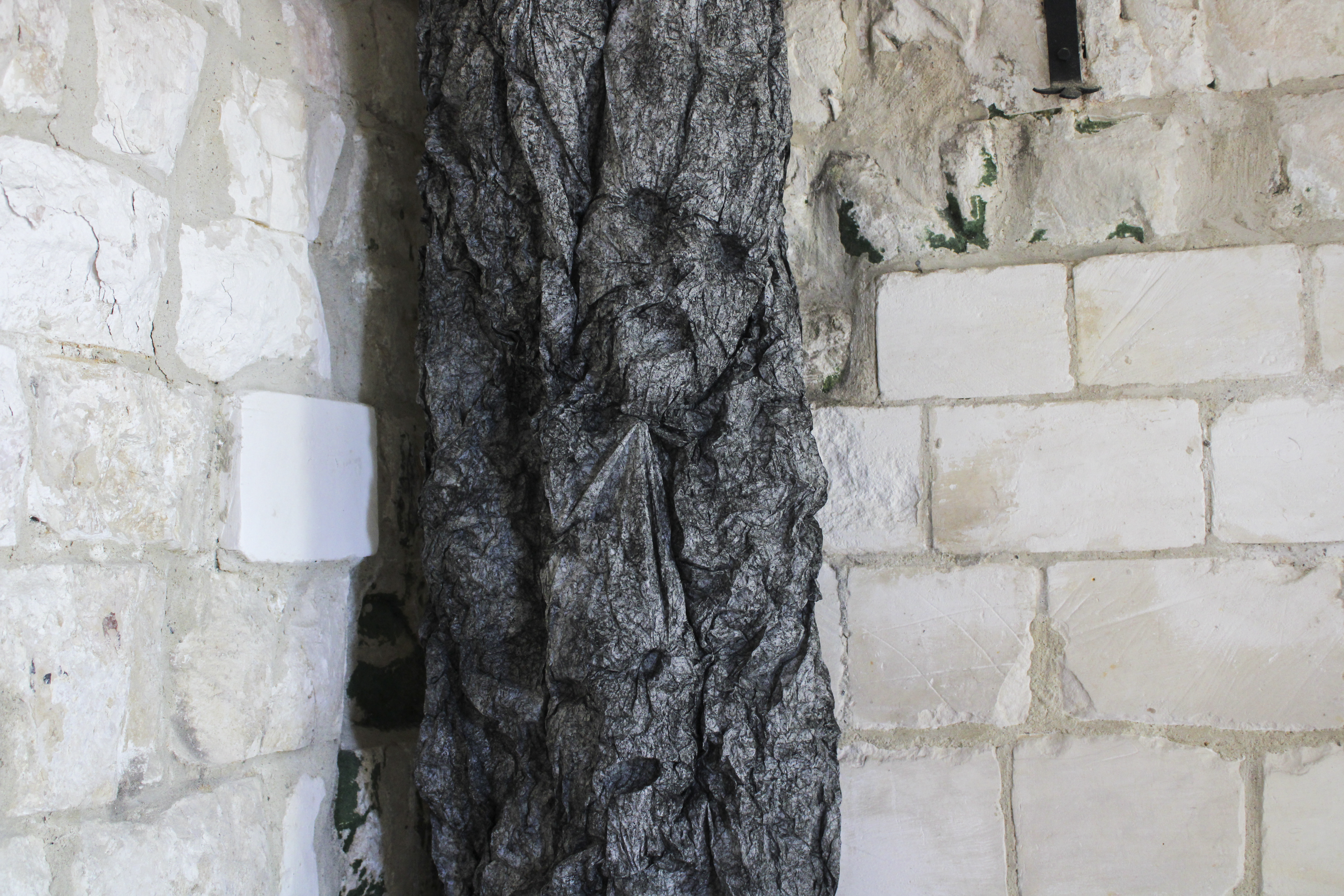